# Снуди
Снуди (рус. Снуды; блр. Снуды) језеро је у Браславском рејону Витепске области, на крајњем северозападу Републике Белорусије. Језеро је смештено на око 10 км северно од града Браслава, и на око 5 км западно од границе са Летонијом. Припада групацији Браславских језера и настало је на месту некадашњег терминалног басена.
Са површином од 22 км² друго је по величини међу Браславским језерима.

## Физичке карактеристике
Са површином од 22 км² друго је по величини међу Браславским језерима. Језеро се налази у пространој депресији која се пружа у правцу северозапад-југоисток. Обала је веома разуђена и препуна је бројних залива и ртова, а укупна дужина обалске линије износи око 35 километара. Дуж обале протежу се бројна пешчана узвишења моренског порекла, максималних висина до 30 метара.
На самом језеру налази се 11 острва, укупне површине 1,6 км², а највећа су Турмос, Красногорка, Лакино и Липовец. Острва су грађена углавном од црвених глина и готово у целости су лишена вегетације. Просечна дубина јетзера Снуди је око 5 метара, а максимална дубина иде до 16,5 метара у југоисточном делу језера.
У језеро се улива 19 мањих водотока од којих већина током лета пресуши, а храни се такође водом из језера Северни Волосо са којим је повезан природним каналом.

## Живи свет језера
Захваљујући високом квалитету воде, језеро Снуди се одликује великом продукцијом биомасе. Најдоминантнији флористички елемент је језерска трска која је најраширенија дуж источних и југоисточних обала. Подводне биљке расту до дубина од 8 метара.
Једна од реликтних врста у језеру била је формација зоопланктона Limnocalanus macrurus чије присуство у језеру није доказано после 1972, вероватно као последица интензивне еутрофикације језера услед појачаних људских активности.
У језеру обитава преко 20 врста риба, а најбројније су шаран, штука, смуђ, лињак, европска белица и јегуља.